# Nieuport 27
Nieuport 27 bylo francouzské dvouplošné stíhací letadlo vyráběné společností Nieuport během první světové války. Jeho konstruktérem byl Gustave Delage. Model 27 byl posledním Nieuportovým typem se vzpěrami do V, který se dostal do služby a zároveň byl i vyvrcholením vývoje letounů s tímto uspořádáním vzpěr mezi křídly za první světové války.

## Vývoj
Letoun konstrukčně vycházel z předchozích Delageho typů Nieuport 17 a Nieuport 24. Pro zlepšení stability dostal nový letoun velký překližkový kýl a nové zaoblené vodorovné ocasní plochy. Delage také zaoblil konce křídel a křidélka, aby vylepšil rychlost otáčení kolem podélné osy. „Dvacetsedmička“ se od „sedmnáctky“ lišila i polozaoblenou zadní částí trupu z dlouhých dřevěných podélníků a zjednodušenou ocasní ostruhou. Výkon rotačního devítiválcového motoru Le Rhône 9JB byl zvýšen ze 110 k u Nieuportu 17 na 120 k (případně i na 130 k). Nieuporty 27 byly vyzbrojeny synchronizovaným kulometem Vickers ráže 7,7 mm, nebo nad křídlo montovaným kulometem Lewis.

## Nasazení

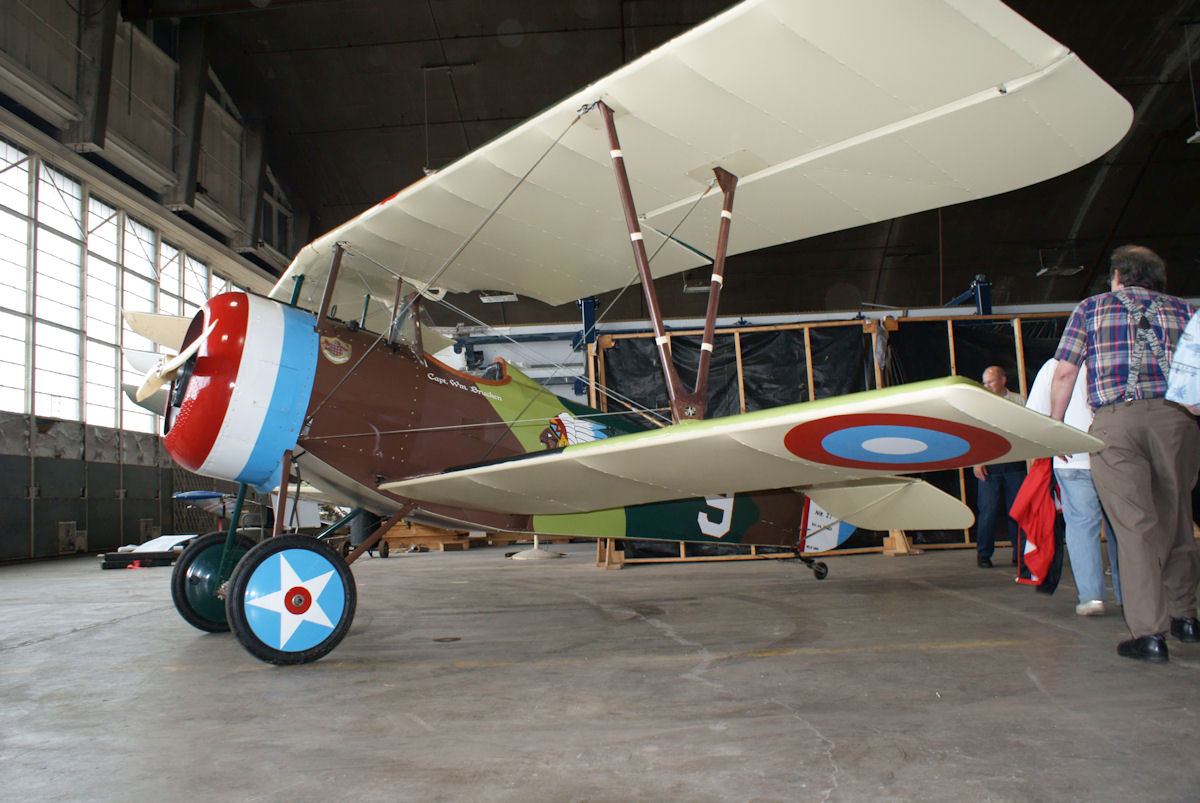
Nieuport 27 v barvách USAS.

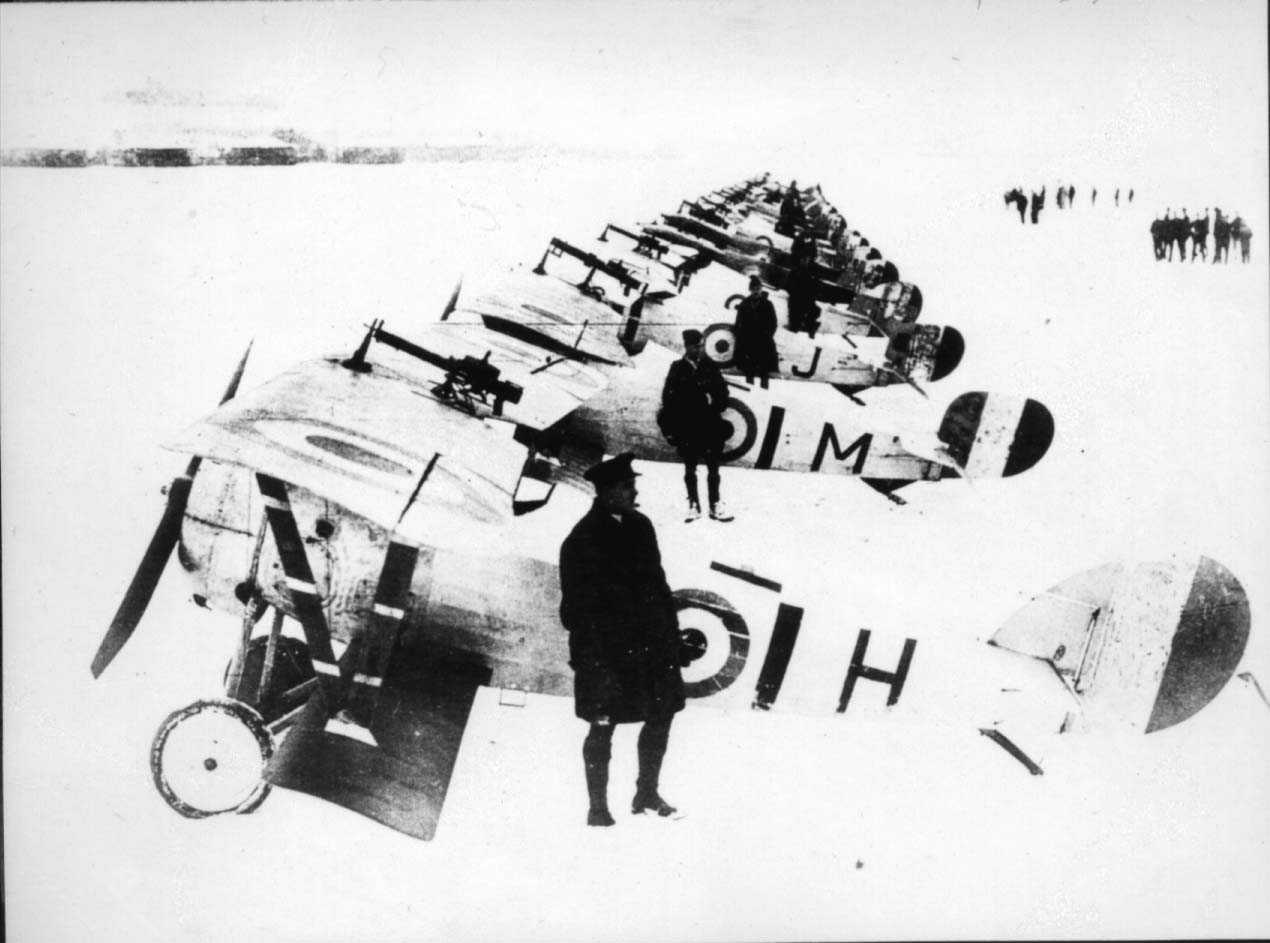
Řada Nieuportů 27 a Nieuportů 24 1. peruti RFC.

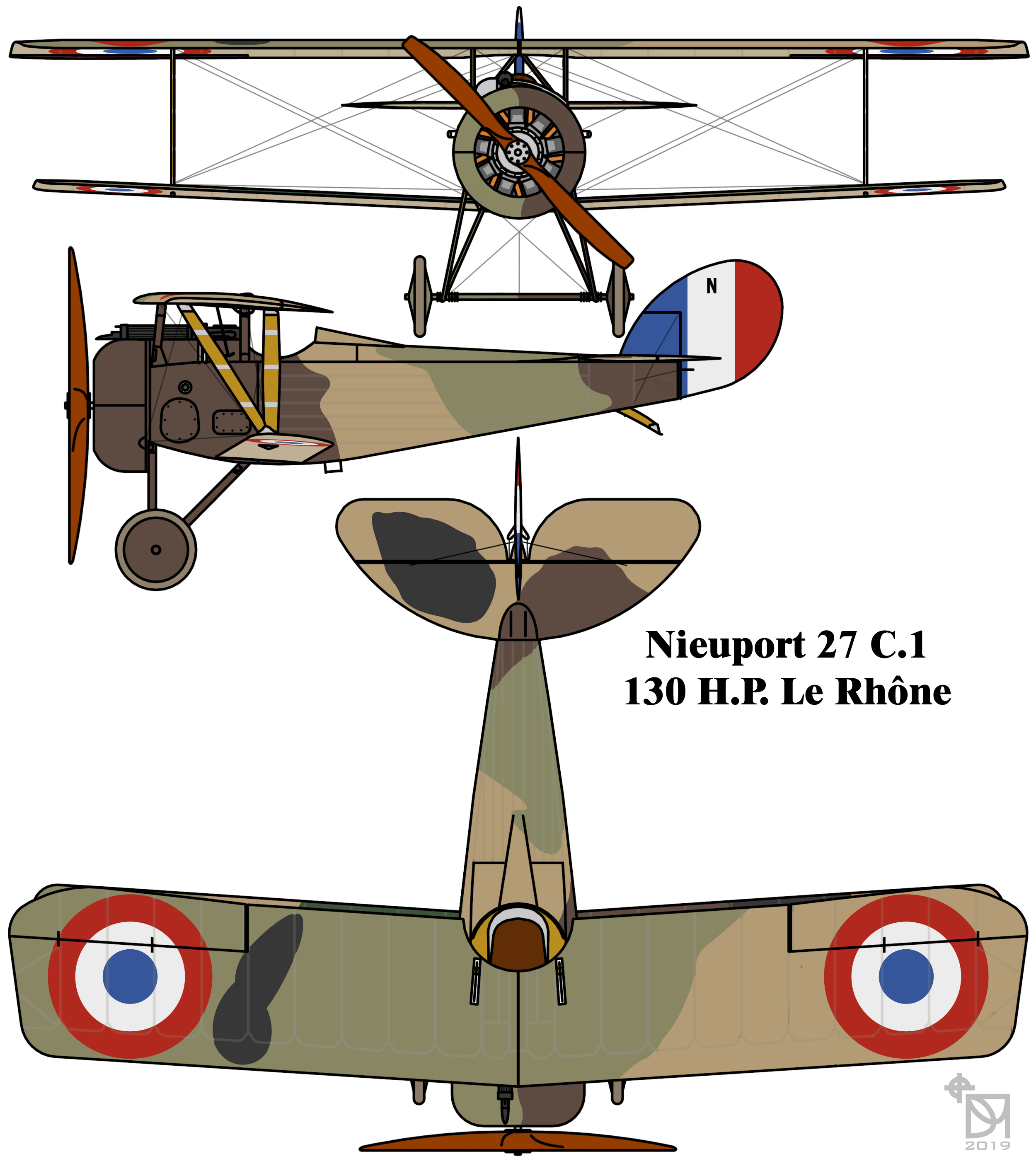
Nieuporty 27 u francouzského

Od jara roku 1917 sloužily Nieuporty 27 u francouzského Aviation Militaire. „Sedmadvacítky“ byly zařazeny k jednotkám N 12, 76, 79, 82, 87, 88, 90, 91, 92, 94, 95, 96, 97, 98, 99, 102, 151, 152, 155, 156, 157, 158, 159, 161 a 162, které sloužily na západní frontě. S Nieuporty Nie.27 byly ustaveny také speciální jednotky. Letka N 313 doprovázela hydroplány operující z přístavu Dunkerque, N 314 chránící před nálety město Nancy a N 315 chránící Belfort. Další N 392, vzniklá z N 92, byla vyslána do italských Benátek, kde tvořila část spojenecké protivzdušné obrany exponované oblasti rakousko-italské fronty. Escadrille N 523 operovala na srbské frontě, zatímco N 531 byla společnou francouzsko-řeckou jednotkou. N 562 pak chránila řecké město Potamos. Již od října 1917 začala být většina jednotek s Nie.27 přezbrojována na modernější letouny, především SPAD S.XIII. Poslední francouzskou letkou vyzbrojenou Nie.27C.1 byla v květnu 1918 N 87. Mezi nejslavnější piloty létajícími na Nieuportech 27 patřilo francouzské eso Charles Nungesser.
Britský Royal Flying Corps obdržel v srpnu 1917 celkem 71 kus Nie.27C.1. Všechny měly kulomet Lewis nad baldachýnem, který byl umístěn na závěsu Foster. Zařazeny byly do výzbroje 1. a 29. squadrony jako náhrada starších letounů Nieuport 17 a Nieuport 23. Ještě v únoru 1918 měla 29. peruť 19 strojů, z nichž poslední Nie.27 byl vyřazen v dubnu.
Americké expediční síly v Evropě zakoupily ke cvičným účelům 287 Nieuportů 27, z nichž 75 mělo rotační sedmiválce Le Rhône po 59 kW. Nejméně jeden cvičný stroj byl odeslán do USA. 31. a 37. squadrona United States Army Air Service užívala několik Nie.27C.1 bojově na západní frontě.
Více než 200 Nie.27 bylo od podzimu 1917 dodáváno do Itálie, kde je jako první obdržela 91. squadriglia v Padově. Již v červnu 1918 operovaly u 72., 73., 74., 75., 78., 79., 81., 83. a 85. letky. Nie.27 se osvědčily při bitvě na Piavě i při ofenzivě u Vittorio Veneto. Nejúspěšnějším italským pilotem Nie.27 se stal četař Marziale Gerutti, který na typu dosáhl 17 potvrzených vítězství. Ještě v říjnu 1918 sloužily u 70., 74., 75., 79., 82. a 83. squadriglie.
V roce 1919 jeden stroj tohoto typu zakoupilo Polsko, kde s ním létal por. Artur Jurkiewicz.
Dva exempláře Nie.27 převzalo ruské carské letectvo, které pak ještě létaly u sovětských pilotních škol v roce 1924.
Minimálně jeden Nie.27 zakoupila japonská vláda, která nařídila jeho další vývoj.
Ještě ve druhé polovině 20. let 20. století bylo z Francie 24 Nie.27 dodáno jako stíhací do Uruguaye, kde sloužily do roku 1931.

## Uživatelé
- Francie, Itálie, Japonsko, Polsko (1 kus), Rusko, Uruguay, USA, Velká Británie (RFC/RAF).

## Specifikace (Nieuport 27)

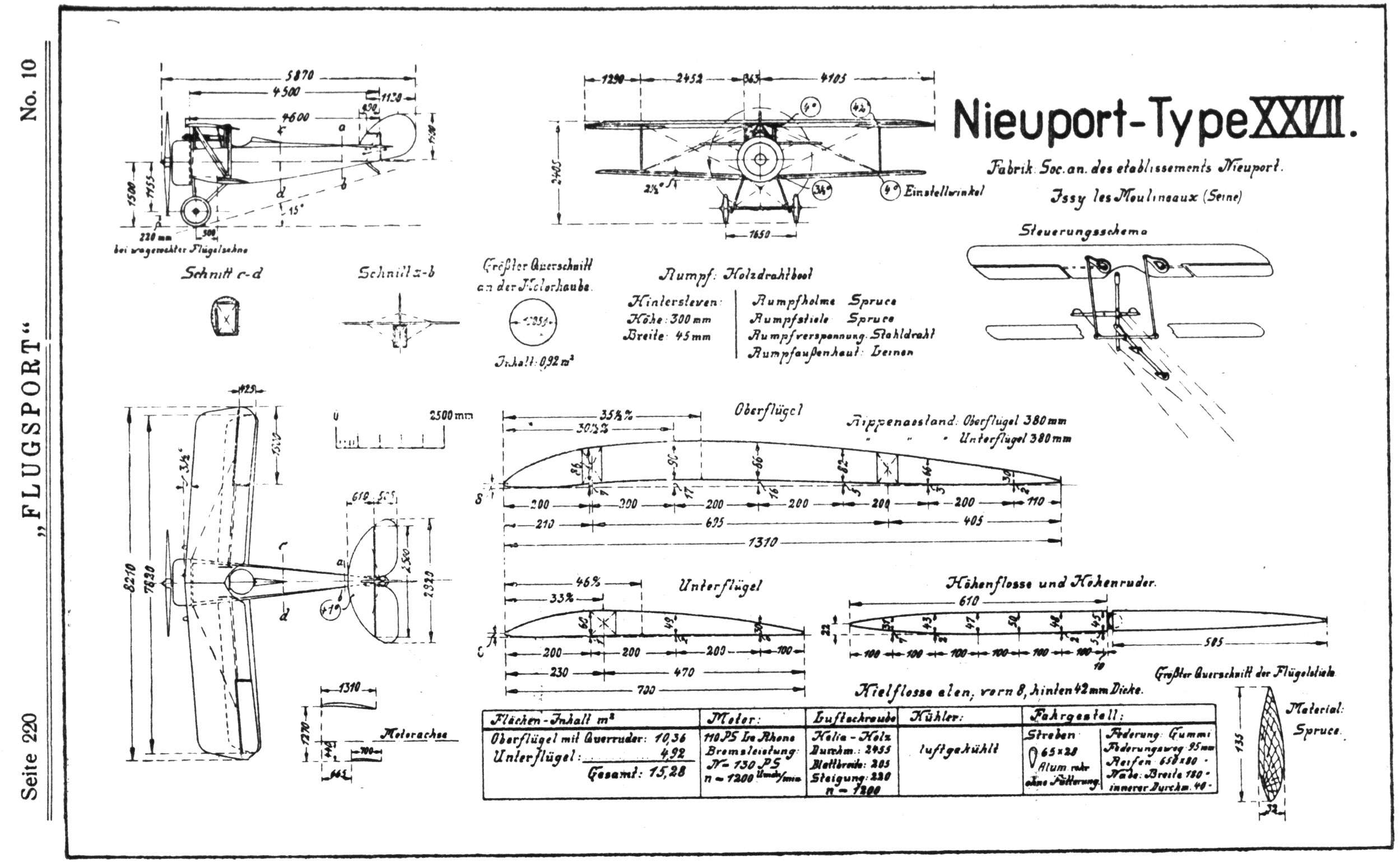
Třípohledový výkres Nieuportu 27

### Technické údaje
- Osádka: 1 (pilot)
- Rozpětí: 8,20 m
- Délka: 5,85 m
- Výška: 2,42 m
- Nosná plocha: 14,75 m²
- Hmotnost prázdného stroje: 380 kg
- Vzletová hmotnost : 585 kg
- Pohonná jednotka: 1× 9 válcový, rotační motor Le Rhône 9Jb
- Výkon pohonné jednotky: 97 kW (130 k)
- Vrtule: dvoulistá, dřevěná vrtule Levasseur 549, Régy 251 nebo Chauviére 2228 o průměru 2,4 m

### Výkony
- Maximální rychlost: 185 km/h
- Dostup: 5550 m
- Stoupavost: 6,8 m/s
- Dolet: 250 km

### Výzbroj
- 1 × kulomet Vickers nebo Lewis ráže 7,7 mm